# Cymindis arizonensis
Cymindis arizonensis es una especie de coleóptero de la familia Carabidae.

## Distribución geográfica
Habita en los Estados Unidos.